# Єгоров Юрій Павлович
Юрій Павлович Єгоров (нар. 1 вересня 1923, Москва — 9 листопада 1996, Київ) — радянський і український науковець, кандидат фізико-математичних наук (1958), доктор хімічних наук (1966), професор (1969).

## Біографія
Юрій Павлович Єгоров народився 1 вересня 1923 р. у м. Москва. Після закінчення школи у червні 1941 р. вступив до Воронезького військового училища зв'язку, де провчився до листопада 1941 р., а потім був направлений на фронт як командир взводу. У зв'язку із одержаним пораненням до червня 1946 р. служив у тилових частинах Радянської армії. Був інвалідом Великої вітчизняної війни. Нагороджений орденами ,,Великої Вітчизняної війни" — І ступеня та ,,Красной звезды", а також 12 медалями. 
Після закінчення з відмінною відзнакою фізичного факультету Московського університету у 1952 р., працював спочатку в Інституті горючих копалин АН СРСР, а потім в Інституті органічної хімії АН СРСР на посаді молодшого наукового співробітника. У 1958 р. захистив дисертаційну роботу на здобуття вченого ступеня кандидата фізико-математичних наук. 
3 1958 р. — керівник спектральної групи в Інституті органічної хімії АН СРСР, де займався вивченням спектральних характеристик елементоорганічних сполук IV групи. 
У 1960 р. Ю. П. Єгоров отримав запрошення на роботу до Інституту полімерів і мономерів АН УРСР, де з серпня 1960 р. працював завідувачем відділу фізики полімерів інституту. 
В 1966 р. захистив дисертаційну роботу, присвячену дослідженню спектральних характеристик і природі хімічного зв'язку сполук кремнію, германію і олова, на здобуття вченого звання доктора хімічних наук. 3 1968 р. працював завідувачем відділу молекулярної структури та спектроскопії в Інституті органічної хімії АН УРСР. У 1969 р. йому присвоєно звання професора за спеціальністю ,,хімічна фізика". 

Основним науковим напрямом, який він розвивав в інституті органічної хімії АН УРСР, було вивчення будови та спектроскопічних властивостей органічних сполук зі зв"язком Е = М. Він підготував 22 кандицати наук.
Ю. П. Єгоров був заступником головного редактора журналу «Теоретична і експериментальна хімія», головою Комісії з оптики та спектроскопії АН УРСР, членом ради з «Теорії хімічної будови, Кінетики та реакційної здатності» АН УРСР.

## Вибрані наукові праці
Ю.П. Єгоров - автор і співавтор понад 260 наукових статей, опублікованих у провідних профільних журналах.
Статті В Scopus
- 1.Petrov, A. D., Sadykhzade, S. I., & Egorov, Y. P. (1954). Synthesis and physical and chemical properties of vinylethynylsilanes. Russian Chemical Bulletin, 3(4), 621-629.
- 2. Боровиков, Ю. Я., Егоров, Ю. П., Жмурова, И. Н., Кухарь, В. П., Тухарь, А. А., & Юрченко, Р. И. (1974). Исследование электронного строения фосфазосоединений методом дипольных моментов. Теоретич. и эксперим. химия, 10(2), 207-214.
- 3. Пеньковский, В. В., Кузьминский, Б. Н., Егоров, Ю. П., Жмурова, И. Н., & Мартынюк, А. П. (1970). АНИОН-РАДИКАЛЫ ФОСФАЗОСОЕДИНЕНИЙ. ИЗУЧЕНИЕ ПРОВОДИМОСТИ МОСТИКОВЫХ ГРУПП.
- 4. Рыльцев, Е. В., Коваль, В. Г., Я-Семений, В., & Егоров, Ю. П. (1974). Спектроскопическое исследование конформационного состояния триалкилфосфиноксидов в растворах. Теорет. и эксперим. химия, 10, 637-644.
- 5. Егоров Ю.П. Строение и спектроскопические свойства соединений со связью З = М. - Киев: Наук. Думка, 1987. - 257 с